# Аддис-Абебский университет
Аддис-Абебский университет (амх. አዲስ አበባ ዩኒቨርሲቲ) — государственное высшее учебное заведение в Эфиопии.

## История
Основан в 1950 году по решению императора Хайле Селассие I при содействии канадского иезуита Люсьена Матте как двухлетний Аддис-Абебский университетский колледж. В течение следующих двух лет колледж был тесно связан с Лондонским университетом. Писатель Ричард Каммингс в начале 1960-х годов работал на факультете права. В 1962 году переименован в Университет имени Хайле Селассие I.
После своей победы Временный военно-административный совет временно закрыл университет 4 марта 1975 года и отправил 50 тысяч студентов в сельскую местность для поддержки нового режима. С этого времени университет носит нынешнее название.
В 1979 году в университете были открыты первые наборы в магистратуру.
В 1987 году были открыты программы подготовки PhD.
В декабре 2002 год три ведущих руководителя университета подали в отставку в знак несогласия с усилением правительственного вмешательства во внутренние дела университета. Чиновники пытались принудить университет изменить систему оценки знаний студентов, что она соответствовала системе самокритики, которую устанавливает правящая партия.
В 2009/2010 учебном году в университете было 20 701 абитуриент, 7127 выпускников и 14 669 послевузовских студентов, что в целом составляло 42 497 человек.

## Кампусы и программы
Аддис-Абебский университет располагает тринадцатью кампусами. Двенадцать из них находятся в Адисс-Абебе, а ещё один в Дэбрэ-Зэйт. Также он имеет сеть филиалов в городах Эфиопии. Правительство проводит целевые наборы из выпускников средних школ.
В состав университета входит Институт эфиопских исследований, возглавляемый британским африканистом Ричардом Пакхёрстом.